# Agena

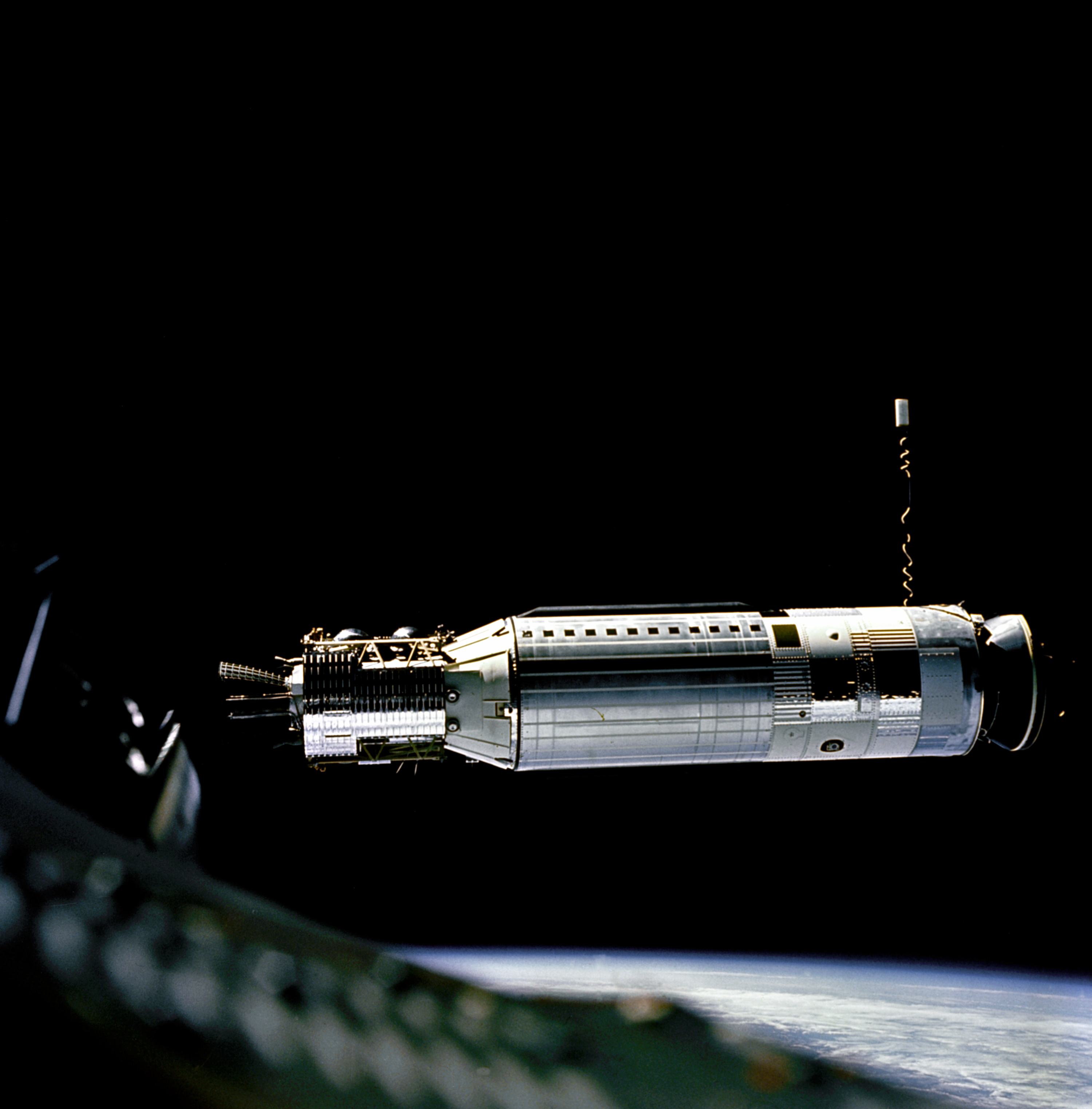
En Agena målfarkost

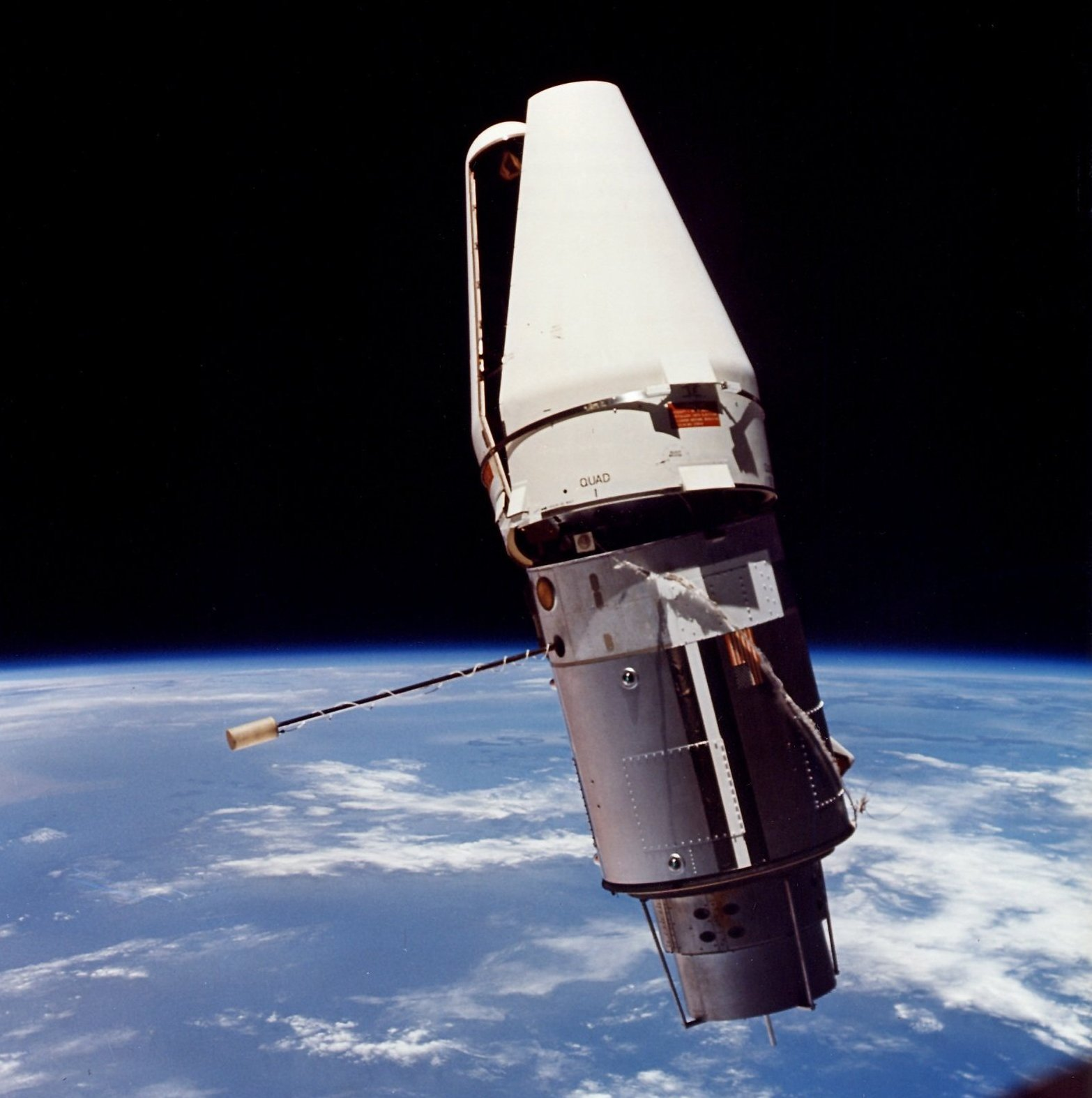
ATDA-målfarkosten, med sitt skyddshölje kvar (vilket gav den namnet "Arga Alligatorn") sedd från Gemini 9

Agena var en övnings-rymdfarkost som NASA använde inom Geminiprogrammet för att träna rymdmöten och dockning, inför Apolloprogrammets månfärder.
Agena sköts upp från Cape Canaveral med en Atlasraket. Omkring 90 minuter efter Agenas uppskjutning sköts en bemannad Gemini-farkost upp för att i omloppsbana docka med Agena.

## Statistik
| Agena       | Gemini-uppdrag | Uppskjuten                     | Åter                         | NSSDC ID  | Kommentarer |
| ----------- | -------------- | ------------------------------ | ---------------------------- | --------- | --- |
| GATV-5002   | Gemini 6       | 25 oktober 1965 15:00:04 UTC   | 25 oktober 1965 15:06:20 UTC | GEM6T     | Exploderade vid uppskjutningen. 3 261 kg |
| GATV-5003   | Gemini 8       | 16 mars 1966 15:00:03 UTC      | 15 september 1967            | 1966-019A | Första dockningen. 3 175 kg. Gemini 10 genomförde senare ett rymdmöte med Agena 8 |
| GATV-5004   | Gemini 9       | 17 maj 1966 15:12:00 UTC       | 17 maj 1966 15:19:00 UTC     | GEM9TA    | Kom ej upp i omloppsbana. 3 252 kg |
| ATDA #02186 | Gemini 9A      | 1 juni 1966 15:00:02 UTC       | 11 juni 1966                 | 1966-046A | Start-skyddshöljet lossnade ej. 794 kg. ATDA:n (Augmented Target Docking Adapter) var en ersättningsfarkost för Agenan, byggd av dockningsdelen av en Agena och en Gemini reentry thruster section. |
| GATV-5005   | Gemini 10      | 18 juli 1966 20:39:46 UTC      | 29 december 1966             | 1966-065A | Förde upp Gemini 10 till ett 763 km apogeum. 3 175 kg. |
| GATV-5006   | Gemini 11      | 12 september 1966 13:05:01 UTC | 30 december 1966             | 1966-080A | Förde upp Gemini 11 till ett rekord-apogeum på 1 374 km. 3 175 kg. Första demonstrationen av artificiell gravitation skapad i en mikrogravitationsmiljö.                                            |
| GATV-5001A  | Gemini 12      | 11 november 1966 19:07:58 UTC  | 23 december 1966             | 1966-103A | Ingen apogeum-boost på grund av en defekt huvudmotor hos Agena. 3 175 kg. Experiment med förankring.                                                                                                |